# Edi Bär
Edwin Bär (Oetwil am See, 17 ottobre 1913 – 11 febbraio 2008) è stato un compositore, sassofonista e clarinettista svizzero.
Il suo genere musicale è il Ländler. Comincia a suonare il mandolino a 12 anni, l’anno seguente il clarinetto e inizia a studiare al conservatorio. Studia anche per diventare costruttore di strumenti musicali ma può operare solo nella città di Zurigo.

## Produzione musicale
A 20 anni fonda l’orchestra Ländler “Edi Bär”. Compone circa 500 danze, tra cui soprattutto “Puurechilbi”. Altre sue opere sono “Geburtstags-Schottisch”; “Bergheimet” e “I suech e Maa”.
Spesso la sua orchestra si esibisce con la cantante di jodel Luise Beerli. Lo jodel accompagnato dalla musica Ländler in ambienti professionali del canto jodel è però considerato discutibile. Compone comunque anche musica jazz e musica di chiesa per organo e clarinetto.
Bär suona per molto tempo la fisarmonica con Ernst Kuratli, che contribuisce anche in alcune sue composizioni. La sua introduzione di una seconda voce con la quale suonano i flauti dolci ha risolto in un certo modo l’accusa che la musica folk stesse perdendo la sua originalità. Egli riusce ad armonizzare la musica da ballo con il jazz, la musica sperimentale e la musica Ländler tradizionale.
La sua musica sperimentale con flauto traverso, clarinetto, fisarmonica, chitarra e trombone è ancora molto attuale. Con questa composizione interpreta musica da ballo; le sue registrazioni sono state utilizzate per incidere supporti audio.
Nel febbraio 1976 compone melodie per balli popolari con ritmi di samba brasiliana (il suo esperimento Grüezi wohl Brazilia con Curt Treier).
Compone molte melodie semplici. La sua interpretazione strumentale della Ländlerkapelle (clarinetto o sassofono/violino/contrabbasso) corrisponde allo stile concertistico svizzero.

## Un pioniere della musica Volk
Bär sviluppa un suo particolare stile ed è membro tra le altre cose dell'orchestra Gebrüder Ägerter. Oggi è uno dei compositori più rinomati oltre ad aver attirato l'interesse del coreografo Heinz Spoerli.

## Occupazione
Inizia la sua carriera lavorativa come fabbro nella Chemischen Fabrik Uetikon. Dopo ventotto anni è attivo nel settore della metallurgia.

## Hobby
Abile nuotatore abituale del lago di Zurigo, nel 1998 è il membro più anziano dell'associazione nuotatori per la salvaguardia della vita umana di Lützelau. Rinuncia in seguito al nuoto a causa dell'età avanzata.